# Ермаков, Василий Тимофеевич
Васи́лий Тимофе́евич Ермако́в (20 декабря 1927, Болхов, Орловская губерния — 3 февраля 2007, Санкт-Петербург) — священнослужитель Русской православной церкви, митрофорный протоиерей. С 1981 года настоятель храма преподобного Серафима Саровского на Серафимовском кладбище Санкт-Петербурга. Один из самых известных и авторитетных петербургских священнослужителей конца XX — начала XXI века.

## Биография

### Детство
Родился в городе Болхове Орловской губернии в крестьянской семье. Первые наставления в церковной вере получил в семье от отца, поскольку все 28 церквей небольшого города к концу 30-х годов были закрыты. Пошёл в школу в 1933 году, к 1941 году окончил семь классов средней школы.

### Оккупация
В октябре 1941 года немцы с боями захватили город Болхов. Молодёжь от четырнадцати лет и старше отправлялась на принудительные работы: чистить дороги, рыть окопы, засыпать воронки, строить мост. Во время оккупации, с 16 октября 1941 года в городе была открыта церковь XVII века во имя святителя Алексия, митрополита Московского, расположенная на территории бывшего женского монастыря Рождества Христова. Служил в церкви священник Василий Верёвкин. В этом храме Василий Ермаков впервые посетил службу, с Рождества Христова 1942 года стал ходить на службы регулярно, с 30 марта 1942 года стал прислуживать в алтаре.
16 июля 1943 года вместе с сестрой попал в облаву и 1 сентября был пригнан в лагерь Палдиский в Эстонии. Таллинское православное духовенство совершали в лагере богослужения, и в числе прочих в лагерь приезжал протоиерей Михаил Ридигер, с которым Василий Ермаков тогда же познакомился и подружился. В лагере Василий Ермаков пробыл до 14 октября 1943 года: священник Василий Верёвкин, находившийся там же в лагере, причислил его к своей семье, когда вышел приказ освободить из лагеря священников и их семьи.
До конца войны вместе с Алексеем Ридигером, сыном протоиерея Михаила, служил иподьяконом у епископа Нарвского Павла и одновременно работал на частной фабрике. 22 сентября 1944 года город Таллин был освобождён советскими войсками.
После освобождения Василий Ермаков был мобилизован и направлен в штаб Балтийского флота, в свободное время выполняя обязанности звонаря, иподьякона, алтарника в соборе Александра Невского в Таллине.

### Духовное образование
После окончания войны вернулся домой и в 1946 году подал прошение о приёме в московский Богословский институт. В августе 1946 года Алексей Ридигер вызвал его поступать в Ленинград, где Василий Ермаков успешно сдал экзамены в Ленинградскую духовную семинарию, которую закончил в 1949 году. Затем поступил в духовную академию (1949—1953), которую окончил со степенью кандидата богословия за курсовое сочинение о роли русского духовенства в освободительной борьбе русского народа в период Смутного времени.

### Священство
После окончания учёбы вступил в брак с Людмилой Александровной Никифоровой.
1 ноября 1953 года был рукоположён во диакона епископом Таллинским и Эстонским Романом в Николо-Богоявленском соборе Ленинграда.
4 ноября 1953 года был рукоположен во иерея митрополитом Ленинградским и Новгородским Григорием в Князь-Владимирском соборе.
Сразу после рукоположения был назначен клириком Николо-Богоявленского кафедерального собора.

Служба в Никольском соборе — это большой и памятный отрезок в моей жизни. Среди моих прихожан были актёры Мариинского театра, — балетмейстер Сергеев, певица Преображенская. В нашем соборе отпевали Анну Ахматову, знаменитого Печковского… У меня исповедовались прихожане, посещавшие Никольский собор с конца двадцатых, тридцатых годов.
В 1976 году был переведен в Свято-Троицкую церковь «Кулич и пасха». После кратковременного служения в Александро-Невской Шуваловской церкви, с 1981 года был назначен настоятелем храма преподобного Серафима Саровского на Серафимовском кладбище, где и проходило его дальнейшее пастырское служение.
С последней прощальной проповедью отец Василий обратился к своей пастве 15 января 2007 года, в день преподобного Серафима Саровского.
Похоронен на 16 участке Серафимовского кладбища Санкт-Петербурга.

## Церковные награды
- митра (1978)
- право служения Божественной литургии с отверстыми вратами до «Отче наш» (1991)
- орден святого благоверного князя Даниила Московского (1997, к 60-летию со дня рождения)
- орден преподобного Сергия Радонежского II степени (29 марта 2004 года, за усердное служение Церкви и в честь 50-летия священнослужения)

## Публикации
статьи
- Лицом к Алтарю [Воспоминания и размышления] // Христианское чтение. 1996. — № 12. — С. 9-25.
- Отец Патриарха Алексия вызволил меня из фашистской неволи… // Журнал Московской Патриархии. 2001. — № 10. — С. 34-36.
- Воспоминания об оккупации // С Богом в оккупации: сборник. — СПб.: Агат, 2002. — 192 с.
- Открытое письмо протоиерея Василия Ермакова делегатам IV всезарубежного собора // Церковный вестник. 2006. — № 6 (331)
- Открытое письмо Г. А. Зюганову, председателю ЦК КПРФ // Что такое коммунизм с точки зрения православия. — М. : АНО развития духовно-нравственных начал общества «Символик», 2019. — 128 с. — («Спасательный круг»). — ISBN 978-5-6041605-4-1 — С. 123—127

книги
- Во имя спасения России. — М.: Русский духовный центр, 1994. — 141 с. — ISBN 5-7344-0105-6.
  - Во имя спасения России: поучения. — Санкт-Петербург: Русская классика, 2007. — 212 с. — ISBN 978-5-93205-024-8.
  - Во имя спасения России: поучения. — Санкт-Петербург: Русская классика, 2015. — 430 с. — ISBN 978-5-93205-039-2.
- Воспоминаний горькие страницы.... — СПб.: Агат, 2000. — 216 с. — ISBN 5-94300-001-1. (в соавторстве с С. И. Дмитриевой)
- Национально-государственные заслуги и защита православия русским духовенством в эпоху польско-шведской интервенции: монография. — Санкт-Петербург : Агат, 2002. — 159 с. — ISBN 5-94300-011-9
- Тернистым путем к Богу. — СПб.: Агат, 2006. — 416 с. — ISBN 5-91044-005-6.
  - Тернистым путем к Богу : 25-летию настоятельного служения протоиерея Василия Ермакова в храме преподобного Серафима Саровского на Серафимовском кладбище Санкт-Петербурга посвящается / [сост. М. Шишков и Н. Живолуп]. — Изд. 2-е, испр. и доп.. — Санкт-Петербург: Русская Классика, 2007. — 412 с. — ISBN 978-5-9320502-2-4.